# Джеймс Стіл
Джеймс Стіл (англ. James B. Steele; нар. 3 січня 1943; Хатчинсон, Канзас, США) — американський журналіст-розслідувач та автор книг. У співавторстві з Дональдом Барлеттом отримав дві Пулітцерівські премії, дві нагороди «National Magazine Awards» і п'ять нагород імені Джорджа Полка за тридцять п'ять років роботи в «The Philadelphia Inquirer», «Time» та «Vanity Fair». Дует авторів найчастіше називають «Барлетт і Стіл».
Стіл народився в Гатчинсоні, що в штаті Канзас, але виростав у Канзас-Сіті, що в Міссурі. Закінчив Університет Міссурі в Канзас-Сіті і почав свою кар'єру в «КанзасСіті Таймс», де займався темами політики, робітничим класом та міських справ. У 1970 році він приєднався до «The Philadelphia Inquirer», де почав співпрацювати з Барлеттом.
У 1972 році спеціально для «The Philadelphia Inquirer», Стіл та Барлетт вперше почали використовувати комп'ютер для аналізу даних злочинів. Їхня історія, «Auditing the IRS» була нагороджена спеціальною премією Джеральда Леба в 1975 році. Двадцять років потому вони були співавторами серії статей за назвою «America: What Went Wrong?» для «The Inquirer». Серія статей стала досить популярною та увійшла в список «100 найкращих статей 20-го століття» від Школи журналістики Нью-Йоркського університету. Статті були переписані вже як книжка за тією ж назвою «Америка: Що пішло не так?», яка згодом стала бестселером «New York Times». Це одна з семи книг, які написали Стіл і Барлетт. У 1989 році Стіл і Барлетт отримали Пулітцерівську премію та «Премію Джеральда Леба для газет з великим накладом» за їхню статтю: «Закон про податкову реформу 1986 року».
У 1997 році Барлетт і Стіл залишили «The Philadelphia Inquirer» для того, щоб стати редакторами в одному з найпопулярніших журналів США — «Time» . У той час вони виграли дві нагороди від «National Magazine Awards», першу в 1999 році за їхню трьохсерійну статтю «What Corporate Welfare Costs You», другу в 2001 році за їх трьохсерійну статтю щодо фінансування кампаній.
У 2006 році Барлетт і Стіл залишили «Time» і були найняті у «Vanity Fair» як редактори. Вони підписали новий контракт через те, що «Time» не давав їм багато часу для проведення журналістських розслідувань.
У січні 2017 повідомлялося, що CNN, як частина «великої нової ініціативи в репортажах з розслідування», найняв Стіла разом з лауреатом Пулітцерівської премії Карлом Бернштейном для того «щоб консультувати колектив та керівників щодо прийому на роботу.»
Стіл одружений і має дочку. Його сестра Ліза Стіл — відео-арткиня, що живе в Канаді.

## Творчі набутки
Стіл є одним з найвідоміших журналістів-розслідувачів США. Найбільш відома робота Стіла ― це серія статей в співавторстві з Барлеттом, за назвою «America: What Went Wrong?». Написав та видав, у співавторстві з Дональдом Барлеттом, сім нон-фікшн книг.
Нижче представлені всі книги та статті для відомих газет та журналів на які вони працювали. Всі іменування подаються мовою оригіналу (англійською).

### Книги
Barlett, Donald L.; Steele, James B. (1979). Empire: The Life, Legend, and Madness of Howard Hughes. W.W. Norton & Company. ISBN 0-393-00025-7.
Barlett, Donald L.; Steele, James B. (1985). Forevermore: Nuclear Waste in America. W.W. Norton & Company. ISBN 0-393-01920-9.
Barlett, Donald L.; Steele, James B. (1992). America: What Went Wrong?. Andrews and McMeel. ISBN 0-8362-7001-0.
Barlett, Donald L.; Steele, James B. (1994). America: Who Really Pays the Taxes?. Simon & Schuster. ISBN 0-671-87157-9.
Barlett, Donald L.; Steele, James B. (1996). America: Who Stole the Dream?. Andrews and McMeel. ISBN 0-8362-1314-9.
Barlett, Donald L.; Steele, James B. (2000). The Great American Tax Dodge: How Spiraling Fraud and Avoidance are Killing Fairness, Destroying the Income Tax, And Costing You. Little, Brown and Company. ISBN 0-316-81135-1.
Barlett, Donald L.; Steele, James B. (2004). Critical Condition: How Health Care in America Became Big Business — and Bad Medicine. Doubleday. ISBN 0-385-50454-3.

### Статті для газет
Barlett, Donald L.; Steele, James B. (10 квітня 1988). How the Influential win Billions in Special Tax Breaks. The Philadelphia Inquirer. с. A01.
Barlett, Donald L.; Steele, James B. (10 квітня 1988). The Tax Chairmen Fail to Respond to Queries. The Philadelphia Inquirer. с. A14.
Barlett, Donald L.; Steele, James B. (10 квітня 1988). A Rich Texas Widow Could Save $4 Million. The Philadelphia Inquirer. с. A15.
Barlett, Donald L.; Steele, James B. (11 квітня 1988). A Millionaire Businessman and his Island Tax Shelter. The Philadelphia Inquirer. с. A01.
Barlett, Donald L.; Steele, James B. (11 квітня 1988). A Tax Favor for Backer of Conservative Causes. The Philadelphia Inquirer. с. A07.
Barlett, Donald L.; Steele, James B. (12 квітня 1988). How Businesses Influence the Tax-Writing Process. The Philadelphia Inquirer. с. A01.
Barlett, Donald L.; Steele, James B. (13 квітня 1988). Disguising Those who get Tax Breaks. The Philadelphia Inquirer. с. A01.
Barlett, Donald L.; Steele, James B. (13 квітня 1988). Investors take over a Vital Atomic Plant a Tax-Saving Strategy Develops. The Philadelphia Inquirer. с. A10.
Barlett, Donald L.; Steele, James B. (14 квітня 1988). Congress can't add, so the Taxpayer pays. The Philadelphia Inquirer. с. A01.
Barlett, Donald L.; Steele, James B. (14 квітня 1988). The Wall Street star who Started Catalyst Energy. The Philadelphia Inquirer. с. A18.
Barlett, Donald L.; Steele, James B. (14 квітня 1988). A $4 Billion Price Tag to Stop a Nuclear Plant. The Philadelphia Inquirer. с. A19.
Barlett, Donald L.; Steele, James B. (15 квітня 1988). One Firm's Huge Break. The Philadelphia Inquirer. с. A01.
Barlett, Donald L.; Steele, James B. (16 квітня 1988). Crusing, at Taxpayers' Expense. The Philadelphia Inquirer. с. A01.
Barlett, Donald L.; Steele, James B. (16 квітня 1988). A Big Bailouts for Steel Firms with the Assistance of Heinz. The Philadelphia Inquirer. с. A07.
Barlett, Donald L.; Steele, James B. (25 вересня 1988). The Tax-Break Sweepstakes. The Philadelphia Inquirer. с. A01.
Barlett, Donald L.; Steele, James B. (25 вересня 1988). The Tax War Between the Chickens and the Pigs. The Philadelphia Inquirer. с. A17.
Barlett, Donald L.; Steele, James B. (26 вересня 1988). Family Football Seeks Bonus Through Tax Bill. The Philadelphia Inquirer. с. A01.
Barlett, Donald L.; Steele, James B. (26 вересня 1988). A Historic Hotel and its Quest for a Tax Cut. The Philadelphia Inquirer. с. A01.
Barlett, Donald L.; Steele, James B. (4 листопада 1990). A Tax Increase for the Rich that's no Increase at all. The Philadelphia Inquirer. с. A01.

### «America: What Went Wrong?»
Barlett, Donald L.; Steele, James B. (20 жовтня 1991). How the Game was Rigged Against the Middle Class. The Philadelphia Inquirer. с. A01.
Barlett, Donald L.; Steele, James B. (20 жовтня 1991). Who -- and how many -- in America's Middle Class. The Philadelphia Inquirer. с. A16.
Barlett, Donald L.; Steele, James B. (20 жовтня 1991). After 3 Decades, American Worker Loses out to Mexico. The Philadelphia Inquirer. с. A17.
Barlett, Donald L.; Steele, James B. (21 жовтня 1991). The Lucrative Business of Bankruptcy. The Philadelphia Inquirer. с. A01.
Barlett, Donald L.; Steele, James B. (22 жовтня 1991). Big Business Hits that Jackpot with Billions in Tax Breaks. The Philadelphia Inquirer. с. A01.
Barlett, Donald L.; Steele, James B. (23 жовтня 1991). Why the World is Closing in on U.S. Economy. The Philadelphia Inquirer. с. A01.
Barlett, Donald L.; Steele, James B. (24 жовтня 1991). The High Cost of Deregulation. The Philadelphia Inquirer. с. A01.
Barlett, Donald L.; Steele, James B. (25 жовтня 1991). For Millions in U.S., a Harsh Reality. The Philadelphia Inquirer. с. A01.
Barlett, Donald L.; Steele, James B. (25 жовтня 1991). How Death came to a Once-Prosperous Discount-Store Chain. The Philadelphia Inquirer. с. A21.
Barlett, Donald L.; Steele, James B. (26 жовтня 1991). Raiders work their Wizardry on an All-American Company. The Philadelphia Inquirer. с. A01.
Barlett, Donald L.; Steele, James B. (27 жовтня 1991). When you Retire, Will There be a Pension Waiting?. The Philadelphia Inquirer. с. A01.
Barlett, Donald L.; Steele, James B. (27 жовтня 1991). Workers Saving for Their Retirement Lose on Junk Bonds. The Philadelphia Inquirer. с. A17.
Barlett, Donald L.; Steele, James B. (28 жовтня 1991). How Special Interest Groups have their way with Washington. The Philadelphia Inquirer. с. A01.
Barlett, Donald L.; Steele, James B. (2 лютого 1992). The Politics of Tax Breaks in an Election Year. The Philadelphia Inquirer. с. A01.

### «America: Who Stole the Dream?»
Barlett, Donald L.; Steele, James B. (8 вересня 1996). How U.S. Policies are Costing America Jobs. The Philadelphia Inquirer. с. A01.
Barlett, Donald L.; Steele, James B. (8 вересня 1996). Why the Series Came to be. The Philadelphia Inquirer. с. A18.
Barlett, Donald L.; Steele, James B. (9 вересня 1996). Importing Goods, Exporting Jobs. The Philadelphia Inquirer. с. A01.
Barlett, Donald L.; Steele, James B. (10 вересня 1996). Endangered Label: Made in the USA. The Philadelphia Inquirer. с. A01.
Barlett, Donald L.; Steele, James B. (11 вересня 1996). The "New" American Worker. The Philadelphia Inquirer. с. A01.
Barlett, Donald L.; Steele, James B. (12 вересня 1996). The Burden of the Working Woman. The Philadelphia Inquirer. с. A01.
Barlett, Donald L.; Steele, James B. (15 вересня 1996). Shortcut to U.S. Jobs. The Philadelphia Inquirer. с. A01.
Barlett, Donald L.; Steele, James B. (16 вересня 1996). Say Goodbye to High-Tech Jobs. The Philadelphia Inquirer. с. A01.
Barlett, Donald L.; Steele, James B. (17 вересня 1996). The Lobbying Game: Influence-Brokers in D.C. The Philadelphia Inquirer. с. A01.
Barlett, Donald L.; Steele, James B. (18 вересня 1996). One American Industry that Thrives: Retraining. The Philadelphia Inquirer. с. A01.
Barlett, Donald L.; Steele, James B. (22 вересня 1996). A Nation in Search of Answers. The Philadelphia Inquirer. с. A01.

### Статті для журналів
Barlett, Donald L.; Steele, James B. (9 листопада 1998). States at War. Time. Архів оригіналу за 17 серпня 2013. Процитовано 2 липня 2019.
Barlett, Donald L.; Steele, James B. (9 листопада 1998). Corporate Welfare. Time. Архів оригіналу за 17 серпня 2013. Процитовано 2 липня 2019.
Barlett, Donald L.; Steele, James B. (16 листопада 1998). Fantasy Islands. Time. Архів оригіналу за 17 серпня 2013. Процитовано 2 липня 2019.
Barlett, Donald L.; Steele, James B. (23 листопада 1998). Sweet Deal. Time. Архів оригіналу за 14 жовтня 2012. Процитовано 2 липня 2019.
Barlett, Donald L.; Steele, James B. (23 листопада 1998). Paying a Price for Polluters. Time. Архів оригіналу за 14 жовтня 2012. Процитовано 2 липня 2019.
Barlett, Donald L.; Steele, James B. (30 листопада 1998). The Empire of the Pigs. Time. Архів оригіналу за 6 травня 2013. Процитовано 2 липня 2019.
Barlett, Donald L.; Steele, James B. (30 листопада 1998). Five Ways Out. Time. Архів оригіналу за 17 серпня 2013. Процитовано 2 липня 2019.
Barlett, Donald L.; Steele, James B. (7 лютого 2000). How the Little Guy Gets Crunched. Time. Архів оригіналу за 14 серпня 2013. Процитовано 2 липня 2019.
Barlett, Donald L.; Steele, James B. (7 лютого 2000). How to Become a Top Banana. Time. Архів оригіналу за 14 жовтня 2012. Процитовано 2 липня 2019.
Barlett, Donald L.; Steele, James B. (15 травня 2000). Soaked By Congress. Time. Архів оригіналу за 14 жовтня 2012. Процитовано 2 липня 2019.
Barlett, Donald L.; Steele, James B. (25 вересня 2000). Throwing the Game. Time. Архів оригіналу за 21 травня 2013. Процитовано 2 липня 2019.
Barlett, Donald L.; Steele, James B. (16 грудня 2002). Who Gets the Money?. Time. Архів оригіналу за 24 серпня 2013. Процитовано 2 липня 2019.
Barlett, Donald L.; Steele, James B. (16 грудня 2002). Wheel of Misfortune. Time. Архів оригіналу за 24 серпня 2013. Процитовано 2 липня 2019.
Barlett, Donald L.; Steele, James B. (23 грудня 2002). Playing the Political Slots. Time. Архів оригіналу за 14 жовтня 2012. Процитовано 2 липня 2019.
Barlett, Donald L.; Steele, James B. (3 лютого 2003). The Really Unfair Tax. Time. Архів оригіналу за 14 жовтня 2012. Процитовано 2 липня 2019.
Barlett, Donald L.; Steele, James B. (19 травня 2003). The Oily Americans. Time. Архів оригіналу за 14 жовтня 2012. Процитовано 2 липня 2019.
Barlett, Donald L.; Steele, James B. (19 травня 2003). Iraq's Crude Awakening. Time. Архів оригіналу за 14 жовтня 2012. Процитовано 2 липня 2019.
Barlett, Donald L.; Steele, James B. (21 липня 2003). The U.S. is Running Out of Energy. Time. Архів оригіналу за 31 січня 2013. Процитовано 2 липня 2019.
Barlett, Donald L.; Steele, James B. (13 жовтня 2003). The Great Energy Scam. Time. Архів оригіналу за 21 травня 2013. Процитовано 2 липня 2019.
Barlett, Donald L.; Steele, James B. (13 жовтня 2003). Asleep at the Switch. Time. Архів оригіналу за 14 жовтня 2012. Процитовано 2 липня 2019.
Barlett, Donald L.; Steele, James B. (2 лютого 2004). Why We Pay So Much for Drugs. Time. Архів оригіналу за 17 серпня 2013. Процитовано 2 липня 2019.
Barlett, Donald L.; Steele, James B. (2 лютого 2004). Has Your Life Become Too Much a Game of Chance?. Time. Архів оригіналу за 14 жовтня 2012. Процитовано 2 липня 2019.
Barlett, Donald L.; Steele, James B. (20 вересня 2004). Who Left the Door Open?. Time. Архів оригіналу за 14 жовтня 2012. Процитовано 2 липня 2019.
Barlett, Donald L.; Steele, James B. (23 жовтня 2005). The Broken Promise. Time. Архів оригіналу за 25 серпня 2013. Процитовано 2 липня 2019.
Barlett, Donald L.; Steele, James B. (31 жовтня 2005). Where Pensions are Golden. Time. Архів оригіналу за 25 серпня 2013. Процитовано 2 липня 2019.
Barlett, Donald L.; Steele, James B. (March 2007). Washington's $8 Billion Shadow. Vanity Fair. Архів оригіналу за 5 лютого 2015. Процитовано 2 липня 2019.